# Serhij Arbuzov
Serhij Hennadyjovyč Arbuzov (ukrajinsky Сергій Геннадійович Арбузов, rusky Сергей Геннадьевич Арбузов; * 24. března 1976, Doněck, Ukrajinská SSR) je ukrajinský bankéř, podnikatel a politik.
Povoláním ekonom, významnou část svého života strávil ve finančním sektoru. Po rezignaci Mykoly Azarova působil z funkce prvního náměstka předsedy vlády krátce v roce 2014 jako prozatímní předseda vlády. Po svržení prezidenta Viktora Janukoviče uprchl do Ruska.